# Oxalis duriuscula
Oxalis duriuscula är en harsyreväxtart som beskrevs av Schlechter. Oxalis duriuscula ingår i släktet oxalisar, och familjen harsyreväxter. Inga underarter finns listade i Catalogue of Life.